# Кнубл, Майк
Майкл Рудольф (Майк) Кнубл (англ. Michael Rudolph (Mike) Knuble; род. 4 июля 1972, Торонто, Онтарио, Канада) — профессиональный американский хоккеист, нападающий.

## Карьера
На драфте НХЛ 1991 года был выбран в 4 раунде под общим 76 номером командой «Детройт Ред Уингз». 1 октября 1998 года обменян в «Нью-Йорк Рейнджерс». 10 марта 2000 года обменян в «Бостон Брюинз». 3 июля 2004 года как неограниченно свободный агент подписал контракт с «Филадельфией Флайерз». С 2009 по 2012 год являлся игроком «Вашингтон Кэпиталз». 6 июня 2012 года было объявлено, что клуб больше не заинтересован в услугах 40-летнего форварда. После локаута, 27 января 2013 года как неограниченно свободный агент подписал контракт с «Филадельфией Флайерз».
В составе сборной США участник четырёх чемпионатов мира (1995, 1999, 2001, 2005) и Олимпийских игр 2006 года.

## Награды
- Обладатель Кубка Стэнли, 1998 («Детройт Ред Уингз»)

## Статистика
```
                                             --- Regular Season ---  ---- Playoffs ----
Season   Team                        Lge    GP    G    A  Pts  PIM  GP   G   A Pts PIM
--------------------------------------------------------------------------------------
1991-92  U. of Michigan              CCHA   43    7    8   15   48
1992-93  U. of Michigan              CCHA   39   26   16   42   57
1993-94  U. of Michigan              CCHA   41   32   26   58   71
1994-95  U. of Michigan              CCHA   34   38   22   60   62
1994-95  Adirondack Red Wings        AHL    --   --   --   --   --   3   0   0   0   0
1995-96  Adirondack Red Wings        AHL    80   22   23   45   59   3   1   0   1   0
1996-97  Adirondack Red Wings        AHL    68   28   35   63   54  --  --  --  --  --
1996-97  Detroit Red Wings           NHL     9    1    0    1    0  --  --  --  --  --
1997-98  Detroit Red Wings           NHL    53    7    6   13   16   3   0   1   1   0
1998-99  New York Rangers            NHL    82   15   20   35   26  --  --  --  --  --
1999-00  New York Rangers            NHL    59    9    5   14   18  --  --  --  --  --
1999-00  Boston Bruins               NHL    14    3    3    6    8  --  --  --  --  --
2000-01  Boston Bruins               NHL    82    7   13   20   37  --  --  --  --  --
2001-02  Boston Bruins               NHL    54    8    6   14   42   2   0   0   0   0
2002-03  Boston Bruins               NHL    75   30   29   59   45   5   0   2   2   2
2003-04  Boston Bruins               NHL    82   21   25   46   32   7   2   0   2   0
2004-05  Linkopings HC               SEL    49   26   13   39   40   6   0   1   1   2
2005-06  Philadelphia Flyers         NHL    82   34   31   65   80   6   1   3   4   8
2006-07  Philadelphia Flyers         NHL    64   24   30   54   56  --  --  --  --  --
2007-08  Philadelphia Flyers         NHL    82   29   26   55   72  12   3   4   7   6
2008-09  Philadelphia Flyers         NHL    82   27   20   47   62   6   2   1   3   2
2009-10  Washington Capitals         NHL    69   29   24   53   59   7   2   4   6   6
2010-11  Washington Capitals         NHL    79   24   16   40   36   6   2   0   2   8
2011-12  Washington Capitals         NHL    72    6   12   18   32  11   2   1   3   6
2012-13  Grand Rapids Griffins       AHL     1    0    1    1    0  --  --  --  --  --
2012-13  Philadelphia Flyers         NHL    28    4    4    8   20  --  --  --  --  --
--------------------------------------------------------------------------------------
         NHL Totals                       1068  278  270  548  641  65  14  16  30  38

```